# Regering-Di Rupo I (Waalse Gewest)
De regering-Di Rupo I (12 juli 1999 - 4 april 2000) was een Waalse Regering onder leiding van Elio Di Rupo. 
De regering bestond uit de drie partijen: PS (25 zetels), PRL (21 zetels), Ecolo (14 zetels). Deze regering trad in werking op 12 juli 1999 na de Waalse verkiezingen van 1999 en volgde zo de regering-Collignon II op. Op 4 april 2000 nam Elio Di Rupo ontslag omdat hij werd verkozen tot partijvoorzitter van de PS en werd zijn regering opgevolgd door de regering-Van Cauwenberghe I.

## Samenstelling
De regering telde negen ministers: vier voor de PS, drie voor de PRL en twee voor Ecolo.
| Naam | Naam                                | Partij | Partij | Functie en bevoegdheden                                     | Termijn                     |
| ---- | ----------------------------------- | ------ | ------ | ----------------------------------------------------------- | --------------------------- |
|      | Elio Di Rupo (1951)                 |        | PS     | Minister-president                                          | 12 juli 1999 - 4 april 2000 |
|      | Serge Kubla (1947)                  |        | PRL    | Minister Economie, KMO's, Onderzoek en Nieuwe Technologieën | 12 juli 1999 - 4 april 2000 |
|      | José Daras (1948)                   |        | Ecolo  | Minister Transport, Mobiliteit en Energie                   | 12 juli 1999 - 4 april 2000 |
|      | Jean-Claude Van Cauwenberghe (1944) |        | PS     | Minister Begroting, Uitrusting en Openbare Werken           | 12 juli 1999 - 4 april 2000 |
|      | Michel Foret (1948)                 |        | PRL    | Minister Ruimtelijke Ordening, Stadsontwikkeling en Milieu  | 12 juli 1999 - 4 april 2000 |
|      | Michel Daerden (1949-2012)          |        | PS     | Minister Werkgelegenheid, Opleiding en Huisvesting          | 12 juli 1999 - 4 april 2000 |
|      | Jean-Marie Severin (1941)           |        | PRL    | Minister Binnenlandse Aangelegenheden en Ambtenarenzaken    | 12 juli 1999 - 4 april 2000 |
|      | Thierry Detienne (1959)             |        | Ecolo  | Minister Sociale Aangelegenheden en Gezondheid              | 15 juli 1999 - 4 april 2000 |
|      | José Happart (1947)                 |        | PS     | Minister Landbouw en Landelijkheid                          | 15 juli 1999 - 4 april 2000 |

Dehousse I · 
Damseaux · 
Dehousse II · 
Wathelet · 
Coëme · 
Anselme · 
Spitaels · 
Collignon I · 
Collignon II · 
Di Rupo I · 
Van Cauwenberghe I · 
Van Cauwenberghe II · 
Di Rupo II ·
Demotte I ·
Demotte II ·
Magnette ·
Borsus ·
Di Rupo III ·
Dolimont ·